# Горьковский областной комитет КПСС
Горьковский областной комитет КПСС — высший партийный орган регионального управления КПСС на территории Горьковской (ныне — Нижегородской) области. Существовал с 10 августа 1929 года по 6 ноября 1991 года.

## История
- 10 августа 1929 года образован как Нижегородский краевой комитет ВКП(б).
- В августе 1932 года переименован в Горьковский краевой комитет ВКП(б).
- 11 января 1937 года преобразован в Горьковский областной комитет ВКП(б).
- 13 октября 1952 года переименован в Горьковский областной комитет КПСС.
- В январе 1963 года в результате административной реформы разделён на промышленный и сельский, но в декабре 1964 года обкомы вновь объединены.
- В ноябре 1990 года переименован в Нижегородский областной комитет КП РСФСР (в составе КПСС).
- 23 августа 1991 года деятельность КП РСФСР (КПСС) приостановлена, а 6 ноября того же года запрещена.

## Структура и формирование
Состав обкома, включавший несколько десятков-сотен человек, избирался на проводимых раз в несколько лет областных партийных конференциях. На общих собраниях — пленумах обкома, проводившихся несколько раз в год, избиралось бюро обкома (до десяти человек — основных руководителей обкома) и секретари обкома, включая первого и второго (в 1930-е — 1940-е годы — также и третьего), а также утверждал заведующих отделами обкома. Первый секретарь обкома до марта 1990 года являлся высшим политическим руководителем области, его кандидатура утверждалась решением Политбюро ЦК КПСС.

## Первые секретари Горьковского обкома
- 10 августа 1929 года — 21 февраля 1934 года — Жданов Андрей Александрович
- 21 февраля 1934 года[3] — 5 июня 1937 года — Прамнэк Эдуард Карлович
- 14 июня 1937 года[4] — 14 января 1939 года — Каганович Юлий Моисеевич
- 14 января 1939 года[5] — 16 января 1940 года — Шахурин Алексей Иванович
- 16 января 1940 года[6] — 25 марта 1946 года — Родионов Михаил Иванович
- 25 марта 1946 года[7]-19 января 1950 года — Киреев Сергей Яковлевич
- 19 января 1950 года[8] — 26 октября 1955 года — Смирнов Дмитрий Григорьевич
- 26 октября 1955 года[9] — 23 декабря 1957 года — Игнатов Николай Григорьевич
- 23 декабря 1957 года[10] — 23 августа 1958 года — Смеляков Николай Николаевич
- 23 августа 1958 года[11] — 7 декабря 1962 года — Ефремов Леонид Николаевич
  - 16 января 1963 года[12] — декабрь 1964 года — Ефремов Михаил Тимофеевич — Первый секретарь Горьковского промышленного областного комитета КПСС
  - 11 января 1963 года[13] — декабрь 1964 года — Чугунов Иван Иванович — Первый секретарь Горьковского сельского областного комитета КПСС
- декабрь 1964 года — 27 декабря 1965 года — Ефремов Михаил Тимофеевич
- 27 декабря 1965 года[14] — 18 апреля 1968 года — Катушев Константин Фёдорович
- 18 апреля 1968 года[15] — 7 мая 1974 года — Масленников Николай Иванович
- 7 мая 1974 года — 16 июня 1988 года — Христораднов Юрий Николаевич
- 16 июня 1988 года[16] — 23 августа 1991 года — Ходырев Геннадий Максимович

## Вторые секретари Горьковского обкома
- 11 июня 1930 года — 21 февраля 1934 года — Прамнэк Эдуард Карлович
- 21 февраля — 14 декабря 1934 года — Столяр Абрам Яковлевич
- 14 декабря 1934 года[17] — 5 июня 1937 года — Буров Алексей Николаевич
- 14 июня — 29 сентября 1937 года — Огурцов Константин Михайлович
- 30 января[18] — 2 июля 1938 года[19] — Мельников Иван Фёдорович
- 13 июля 1938 года[4] — 14 января 1939 года —Ломакин Иван Кузьмич
- 19 сентября 1939 года[8] — 26 ноября 1940 года — Шумихин Матвей Сергеевич
- 26 ноября 1940 года[20] — 27 августа 1941 года — Миронов Николай Михайлович
- августа 1941 года — 25 марта 1946 года — Киреев Сергей Яковлевич
- 25 марта 1946 года — 15 февраля 1950 года — Тихомиров, Виктор Васильевич
- 15 февраля 1950 года[21] — февраль 1954 года — Ососков Валентин Иванович
- 1956 года — январь 1963 года — Бирюков Иван Ильич
  - 16 января 1963 года — декабрь 1964 года —Тихомиров Валериан Андреевич — Второй секретарь Горьковского промышленного областного комитета КПСС
  - 11 января 1963 года — декабрь 1964 года — Семёнов Василий Иванович — Второй секретарь Горьковского сельского областного комитета КПСС
- декабрь 1964 года — 27 декабря 1968 года — Тихомиров Валериан Андреевич
- 27 декабря 1968 года[22] — 18 января 1980 года — Ефимов Сергей Васильевич
- 18 января 1980 года — 17 декабря 1986 года — Захаров Борис Васильевич
- 17 декабря 1986 года — 16 июня 1988 года — Ходырев Геннадий Максимович
- 16 июня — 3 сентября 1988 года — Борисова Инна Захаровна
- 3 сентября 1988 года[23] — 1990 год — Карпочев Виктор Александрович